# Vingåker (Gemeinde)
Koordinaten: 59° 3′ N, 15° 52′ O

Vingåker ist eine Gemeinde (schwedisch kommun) in der schwedischen Provinz Södermanlands län und der historischen Provinz Södermanland. Der Hauptort der Gemeinde ist Vingåker.
Weitere Orte sind Baggetorp, Högsjö, Marmorbyn und weitere kleine Orte. Durch die Gemeinde führt die Reichsstrasse 52 und die Eisenbahnhauptlinie (Västra stambanan) Stockholm – Göteborg.

## Geographie

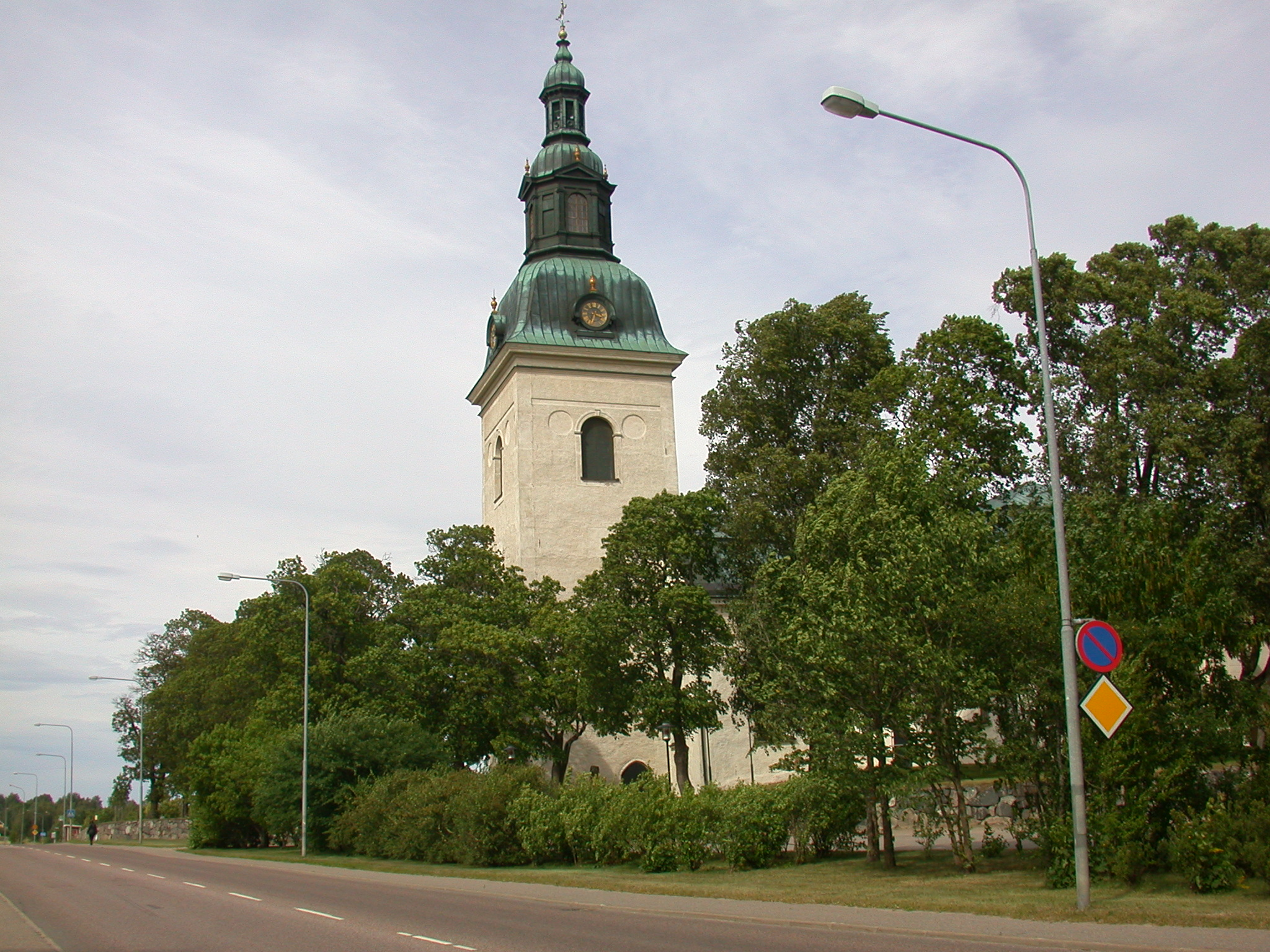
Kirche von Vingåker

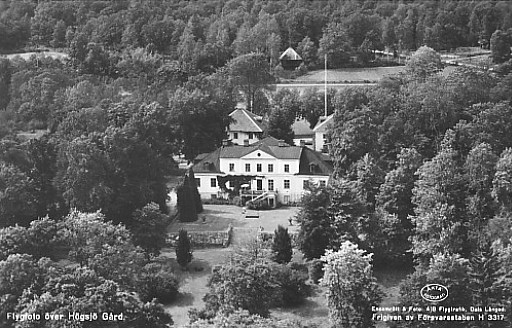
Herrenhaus Högsjö Gård

Die Gemeinde liegt in einer Ebene, die ein Ausläufer der Sörmländischen Seenplatte ist. Das Gemeindegebiet ist landwirtschaftlich intensiv genutzt. In der Gemeinde befinden sich mehrere Herrensitze, darunter das Schloss Säfstaholm sowie Högsjö Gård, seit 1871 durch Heirat im Besitz der deutschen briefadeligen Familie von Mecklenburg.

## Wirtschaft
Vingåker ist eine Dienstleistungsgemeinde mit Resten einer traditionellen Textilindustrie und intensiver Landwirtschaft. Etwa 25 % der arbeitenden Bevölkerung arbeiten in der Industrie und 4 % in der Landwirtschaft.

## Städtepartnerschaften
Vingåker pflegt Städtepartnerschaften zu Mühltal in Deutschland, Pühalepa in Estland, Måsøy in Norwegen und Kiikala in Finnland.